# Syvasj
De Sivasj of Syvasj (Russisch en Oekraïens: Сива́ш; Krimtataars: Sıvaş of Сываш, "aarde") is een uitgebreid stelsel van zoutmeren die zich bevinden in de Oekraïense oblast Cherson en in de door Rusland bezette Krim. De Syvasj wordt tevens afgescheiden van de Zee van Azov door de Schoorwal van Arabat. Het enige open stuk tussen de Syvasj en de Zee van Azov wordt ook wel de Velyke Hyrlo-rivier of Straat van Henitsjesk genoemd.

## Overzicht

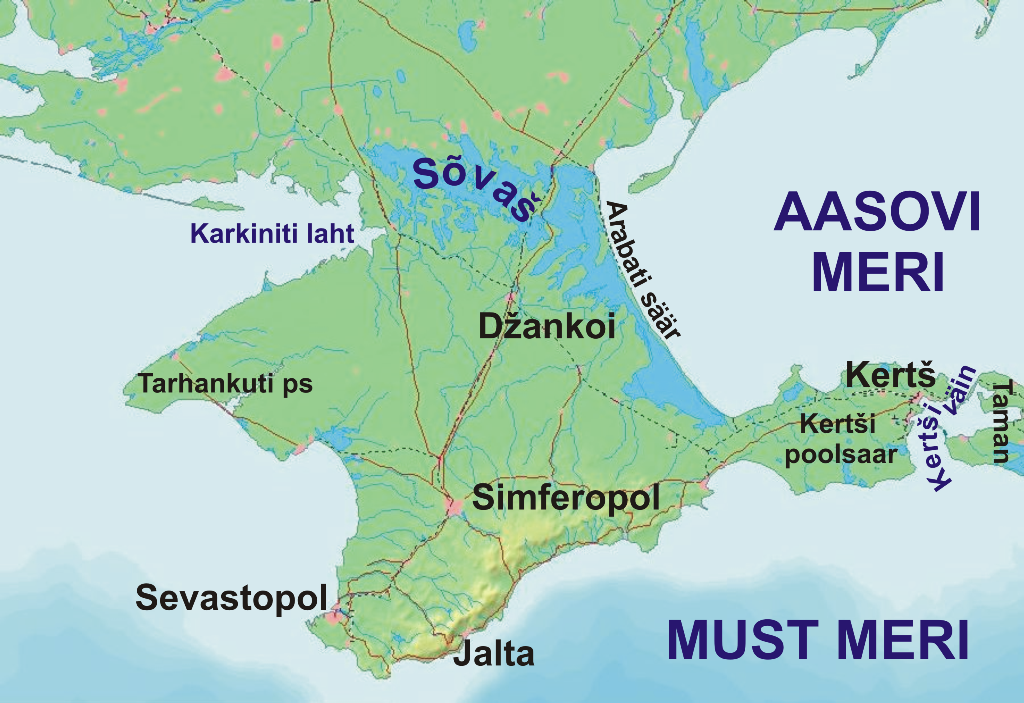
Kaart van Syvasj en omgeving

De gemiddelde diepte van de Syvasj bedraagt tussen de 0,50 en 1,00 meter. Het diepste punt bedraagt 3 meter. De grootste breedte bedraagt 35 kilometer, de grootste lengte 200 kilometer, de oppervlakte 2.560 km² en de saliniteit bedraagt tussen de 22 en 87%. Hiermee is de Syvasj op sommige plekken zouter dan het Don Juanmeer, het zoutste meer op aarde. Deze aanwezigheid van zout komt tevens door een 5 meter dikke ziltlaag op de bodem van het meer. Ook zorgt de ziltlaag voor de aanwezigheid van Dunaliella salina, een micro-alg die delen van het meer rood, blauw of roze kleurt.
De Syvasj wordt in het zuiden begrensd door de Krim, in het noorden door het Oekraïense vasteland, in het oosten door de Schoorwal van Arabat en de Zee van Azov (door middel van de Straat van Henitsjesk) en in het westen door de Landengte van Perekop.

## Economische activiteiten

### Zoutwinning
In en rondom de Syvasj wordt al heel lang zout gewonnen in zoutpannen. Deze zoutpannen zijn door middel van dammen afgesloten van de rest van het meer. De enige open verbinding tussen de zoutpannen en het meer zelf wordt meestal gevormd door een pompstation.